# Maria Marello
Maria Marello (Torino, 11 marzo 1961) è un'ex discobola italiana.

## Biografia
Ha vinto la medaglia d'oro nel lancio del disco ai Giochi del Mediterraneo 1987. ed è arrivata quinta quattro anni dopo nell'edizione successiva. Ha partecipato anche ai Mondiali di Roma 1987 senza però raggiungere la finale.
Si è laureata due volte campionessa italiana assoluta di lancio del disco nel 1987 a Roma e nel 1988 a Milano. Il suo primato, di 57,54 m, ottenuto a Verona il 19 giugno 1986, uguagliò l'allora record italiano di Maria Stella Masocco (la mamma del portiere Gigi Buffon), ottenuto a Tirrenia (Pisa) il 14 maggio del '72. Quel primato venne migliorato a Trento, allo stadio "Briamasco" nel meeting "Donna Sprint", da Agnese Maffeis con 58 metri e 38 centimetri, il 4 giugno 1988.
Da anni fisioterapista delle varie nazionali di atletica, Marilù come viene chiamata, allena la giovane torinese della Sisport e azzurra del lancio del disco Daisy Osakue, di famiglia di origine nigeriana, primatista italiana under 23 ed assoluta e quinta ai campionati europei di Berlino 2018.

## Palmarès
| Anno | Manifestazione          | Sede      | Evento           | Risultato | Prestazione | Note |
| ---- | ----------------------- | --------- | ---------------- | --------- | ----------- | ---- |
| 1983 | Europei juniores        | Schwechat | Lancio del disco | 9ª        |             |      |
| 1987 | Mondiali                | Roma      | Lancio del disco | 19ª (q)   | 52,74 m     |      |
| 1987 | Giochi del Mediterraneo | Laodicea  | Lancio del disco | Oro       | 55,98 m     |      |
| 1991 | Giochi del Mediterraneo | Atene     | Lancio del disco | 5ª        |             |      |

## Campionati nazionali
1986
- Argento ai campionati italiani assoluti, lancio del disco - 52,74 m

## Altre competizioni internazionali
1985
- 7ª in Coppa Europa (first league) ( Budapest), lancio del disco